# Айнер, Дон
Дон Айнер (англ. Don Ienner) — бывший президент лейбла звукозаписи Columbia Records, а также председатель правления звукозаписывающей компании Sony Music.

## Биография
Карьера Айнера в музыкальной индустрии началась в 1969 году, когда ещё будучи учащимся средней школы он подрабатывал в отделе корреспонденции Capitol Records. В 1972 году Дон начал работать вместе со своим братом Джимми Айнером: они являлись партнёрами в собственной издательской и производственной компании. В 1977 году Дон Айнер стал сооснователем лейбла Millenium Records.
Находясь под впечатлением от работы Айнера в Millenium Records, в 1983 году его переманивает к себе руководитель лейбла Arista Records Клайв Дэвис. Айнер начинает с должности вице-президента по рекламным кампаниям, и в течение нескольких лет становится исполнительным вице-президентом и генеральным директором Arista.
В 1989 году Томми Моттола, президент подразделения японской Sony Corporation CBS Records, объявляет о том, что Дон Айнер становится президентом Columbia Records. В свои тридцать шесть лет Айнер становится самым молодым директором, когда-либо возглавлявшим звукозаписывающую компанию.
На протяжении следующих двух декад Айнер работает в Columbia Records и Sony Music, и становится одним из наиболее могущественных и влиятельных руководителей музыкальной индустрии. В 2006 году, через четыре месяца после назначения нового генерального директора Sony BMG, разногласия по вопросам управления компанией привели к отставке двух главных лиц Sony Music — председателя правления Дона Айнера и президента Мишель Энтони — которые за последние 17 лет собственноручно выстроили карьеру многих популярных артистов, таких как Destiny's Child, Pearl Jam и Джон Мейер. Под руководством Айнера на Columbia Records был выпущен ряд хитов от таких музыкантов, как Offspring и Bow Wow. Мишель Энтони, начинавшая в качестве юриста, работавшего с рок-группами вроде Alice in Chains, стала одним из главных специалистов Sony по заключению контрактов, а также одним из наиболее влиятельных представителей музыкальной индустрии по вопросам борьбы с пиратством и прочим.
За время руководства Columbia Records Дон Айнер был вовлечён в ряд скандалов. Например, Джордж Майкл покинул «Колумбию» после того, как подслушал, что в разговоре с юристом Майкла Дон Айнер назвал артиста «гомиком» (с англ. — «faggot»). Кроме того, Айнера подозревали в том, что он потворствовал взяточничеству, когда артисты были вынуждены платить за ротацию в эфире или места в чартах. Айнер отрицал все обвинения.